# Sociedad Deportiva Itxako
La Sociedad Deportiva Itxako, conocida como Asfi Itxako Navarra por motivos de patrocinio, fue un equipo de balonmano femenino de Estella (Navarra), fundado en 1972 y desaparecido en 2013, que ganó cuatro títulos de la Liga ABF (Asociación de Balonmano Femenino) y fue subcampeón de la Champions League.

## Historia
En octubre de 1972, la Sociedad Deportiva Itxako inició su actividad, aunque no fue hasta diciembre de 1972 cuando se aprobaron los estatutos de forma definitiva, dejando de depender del Club San Miguel.Durante los siguientes cinco años, el Itxako tuvo un equipo sénior, compitiendo en la división autonómica. Sin embargo, la sección desapareció en la 1986/87, escindiéndose en el Club Baloncesto Oncineda.
El balonmano femenino empezó en Estella con la Ikastola Lizarra, precursora de este deporte en féminas. El primer equipo femenino del Itxako fue el cadete femenino, que data de 1990. Diez años después, en la temporada 1999/00, el equipo sénior conseguiría ascender a la División de Honor y, en la 2003/04 compitió por primera vez en Europa, participando en la Copa EHF (actual EHF European League)
La temporada 2007/08 se consiguió el primer subcampeonato de liga y el subcampeoanto de la Copa EHF, proclamándose campeón la temporada siguiente (la 2008/09) de ambos dos torneos, la Liga y la Copa EHF. En la 2009/10 consigue su primer triplete, haciéndose con la Supercopa de España, la Copa de la Reina y revalidando la Liga española.

### La mejor temporada da paso a los impagos y la desaparición
Fue la temporada 2010/11 la más exitosa de la historia del club navarro. Se proclamó campeón de la Supercopa de España, ganó la Copa de la Reina y volvió a conquistar el título de Liga ABF. Las de Estella terminaron el año perdiendo por la mínima la final de la Liga de Campeones ante el Larvik.
Tras varios años de éxitos, la temporada 2012/13 sería el inicio de la desaparición del club navarro: un comunicado de las jugadoras y el cuerpo técnico informa de un problema de impagos y evidencia la mala situación económica del clubque termina con la salida de importantes jugadoras del club. Finalmente, el equipo consigue mantenerse en la Liga ABF, renunciando a la Liga de Campeones. En lo deportivo el conjunto navarro, entrenado por tres entrenadores durante la temporada: José Ignacio Prades, Eduardo Izquierdo y Chema Vives, acaba en la undécima posición, sufriendo mucho durante todo el año y salvándose del descenso por tan solo dos puntos.
Tras finalizar la campaña 2012/13, en junio la SD Itxako renunció a disputar la Liga ABF al año siguiente, y en agosto el equipo desapareció definitivamente debido a una deuda de 3 millones de euros y la supresión de la subvención anual de 156.000€ del Gobierno de Navarra.
El Itxako ciarra así su última puerta, dejando atrás una gran historia, más de cuatro décadas de deporte y muchos títulos, nacionales y continentales, sobresaliendo aquella final de la Champions League en el Anaita en mayo de 2011 con la que alcanzó el sumum. Cientos de niñas se han formado como jugadoras gracias a su estructura de base y su primer equipo ha sido el esqueleto de la Selección española.

## Escudo
El escudo de la entidad fue creado por Iñaki Goikoetxea y tiene dos elementos principalmente: de un lado una hoja de laurel, en alusión al premio en los Juegos Olímpicos y, por otro lado, la antorcha, en referencia al espíritu olímpico. Forma parte del escudo también una línea discontinua, en alusión a la línea de 9 metros del campo de balonmano.

## Uniforme
La primera indumentaria del Itxako constaba de camiseta roja, pantalón blanco y medias verdes, en alusión a la ikurriña, para pasar posteriormente a los actuales colores negro y amarillo.

## Instalaciones
En los inicios como club se empleaba el frontón Lizarra para los partidos, y tras la construcción del pabellón polideportivo y la carpa de Oncineda, los partidos de todas las categorías del club se repartían en esas dos instalaciones.
- Nombre: Polideportivo Tierra Estella - Lizarrerría
- Ciudad: Estella
- Aforo: 2800 espectadores
- Dirección: La Merindad, s/n

## Palmarés

### Competiciones nacionales
- Liga ABF: 4 títulos
  - Campeón: 2008/09, 2009/10, 2010/11 y 2011/12
  - Subcampeón: 2007/08

- Copa de la Reina: 3 títulos
  - Campeón: 2009/10, 2010/11 y 2011/12

- Supercopa de España: 2 títulos
  - Campeón: 2009/10 y 2010/11

- Copa ABF:
  - Subcampeón: 2003/04

### Competiciones internacionales
- Liga de Campeones de la EHF:
  - Subcampeón: 2010/11
- Copa EHF: 1 título
  - Campeón: 2008/09
  - Subcampeón: 2007/08

## Plantilla 2011-2012

### Competiciones internacionales
- Liga de Campeones de la EHF:
  - Subcampeón: 2010/11
- Copa EHF: 1 título
  - Campeón: 2008/09
  - Subcampeón: 2007/08

## Plantilla 2012-2013
La última temporada de la historia del Itxako, con Eduardo Izquierdo como entrenador y ya sin estrellas, el equipo formó con las siguientes jugadoras.
| Dorsal | Nombre                 | Año  | Altura | Nacionalidad | Demarcación |
| 16     | Serrano García, Tania  | 1991 | 1,78   | España       | Portera     |
| 1      | Maestro, Cristina      | 1985 | 1,74   | España       | Portera     |
| 31     | Badea, Daniela         | 1984 | 1,70   | Rumania      | Extremo     |
| 7      | Marin, Andrea Alina    | 1987 | 1,70   | Rumania      | Pivote      |
| 11     | Flores Huerta, Valeria | 1984 | 1,60   | Chile        | Central     |
| 8      | Sifuentes, Selene      | 1987 | 1,61   | México       | Central     |
| 17     | Barrios, Cristina      | 1989 | 1,82   | España       | Lateral     |
| 13     | Arrechea, Elisa        | 1987 | 1,76   | España       | Pivote      |
| 6      | Urdiain Elizale, Saray | 1993 | 1,71   | España       | Lateral     |
| 88     | Lopes, Vera            | 1982 | 1,72   | Portugal     | Lateral     |
| 77     | Jiménez, Lidia         | 1988 | 1,68   | España       | Central     |
| 9      | Tornero Muñoz, Ana     | 1989 | 1,70   | España       | Extremo     |